# Sumak kawsay

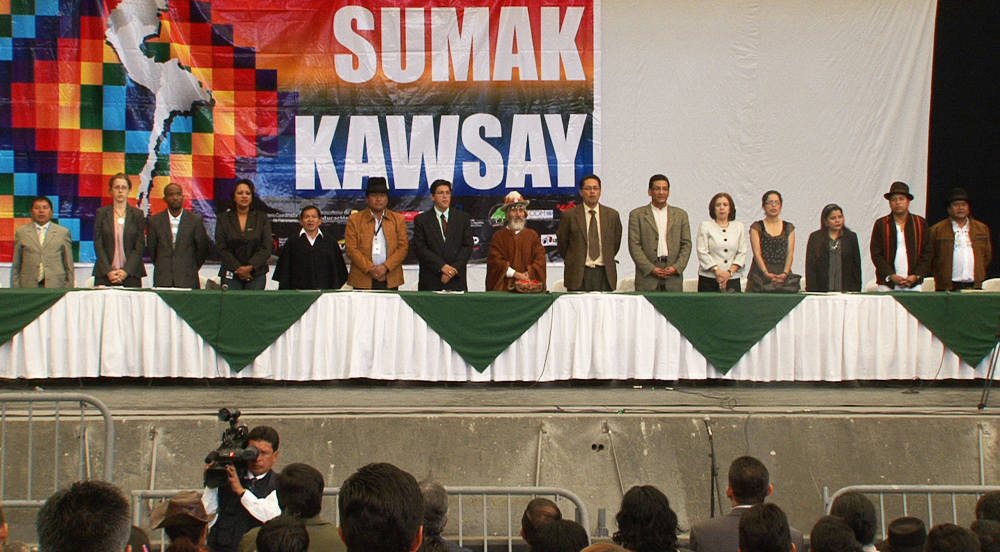
Erstes Treffen der Andenvölker zum «Sumak kawsay» in Ecuador, 2011

Sumak kawsay ist ein zentrales Prinzip in der Weltanschauung der indigenen Völker des Andenraumes.
Regional und in alter Schreibweise wird das Prinzip auch bezeichnet als Kichwa sumac causai oder sumaj causai bzw. Sumaq kawsay (Südliches Quechua), Alli kawsay (Kichwa, auch alli causai, ali causai oder ali causaigu) bzw. Allin kawsay (Südliches Quechua), suma qamaña (Aymara) sowie buen vivir bzw. vivir bien (span.) oder bem viver (port.) („Gutes Leben“ bzw. „gut leben“ etwa in der Bedeutung von „auskömmliches Zusammenleben“).

## Begriffliche Abgrenzung

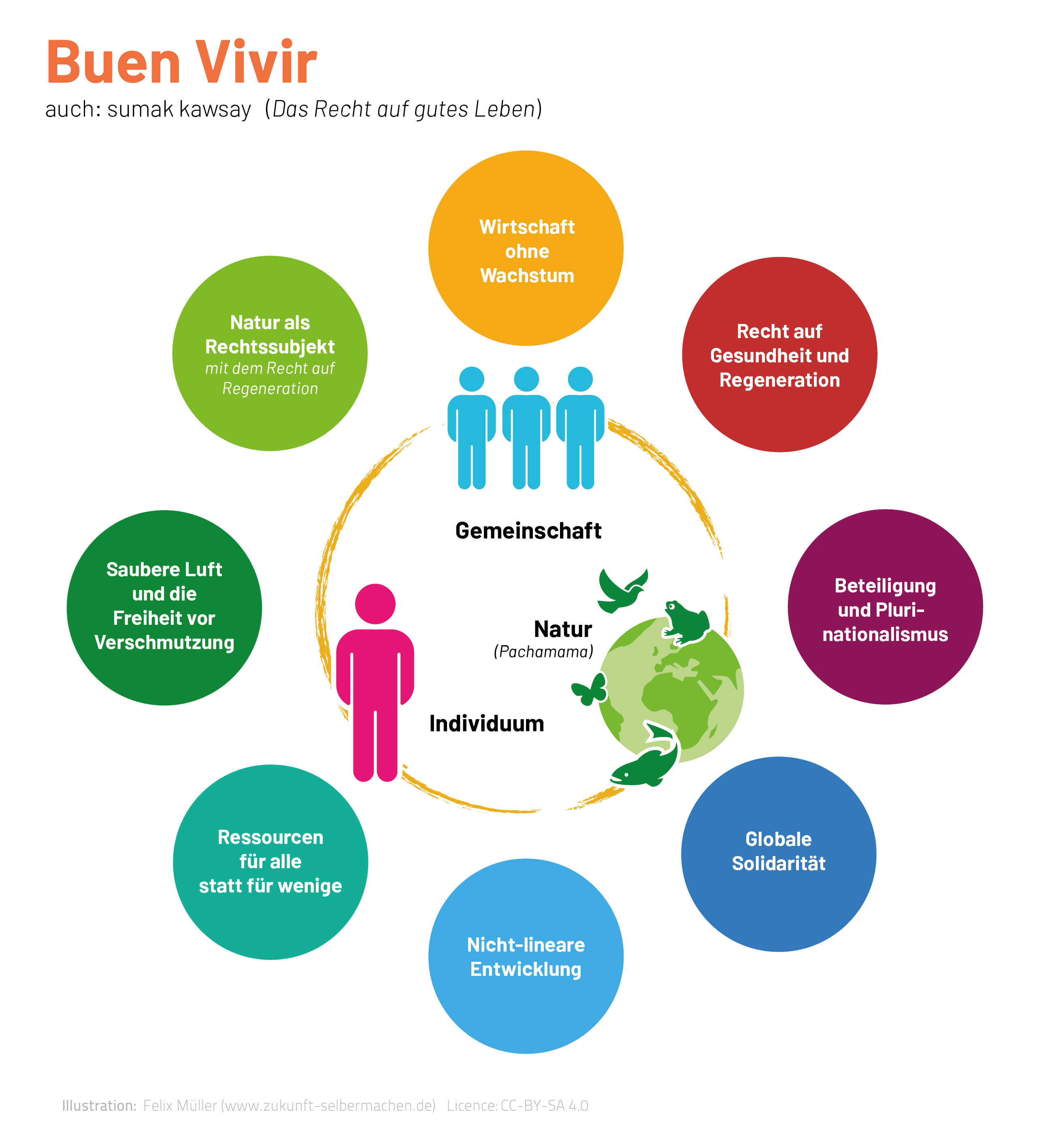
Zentrale Elemente des Buen vivir als „Recht auf gutes Leben“

Sumak kawsay zielt vereinfacht dargestellt auf materielle, soziale und spirituelle Zufriedenheit für alle Mitglieder der Gemeinschaft, auf ein „Leben in Fülle“ (Erfüllungsglück), jedoch nicht auf Kosten anderer Mitglieder und nicht auf Kosten der natürlichen Lebensgrundlagen, und kann als „Zusammenleben in Vielfalt und Harmonie mit der Natur“ verstanden werden, wie es in der Präambel der ecuadorianischen Verfassung heißt.

„Das Leben in all seiner Fülle ausschöpfen, den Kontakt zur Natur suchen, sie zu verstehen und mit ihr in Harmonie zu leben. Essen im Überfluß, ein Dach überm Kopf und keine Sorgen zu haben. Nicht in Angst leben, sondern sich zu integrieren. Das ist Sumak Kawsay.“

Unter Sumak kawsay und Alli kawsay(ku) wird auf individueller Ebene auch ein persönlich „gutes Leben“ verstanden. Eine weitere Bedeutung für Alli kawsay ist „Gesundheit“. Die Adjektive sumaq („schön“) und alli(n) („gut“) kommen ebenso wie das Verb kawsay („leben“) im gesamten Quechua-Sprachgebiet vor, wobei sumaq kawsay und allin kawsay meist synonym verwendet werden. Im heutigen Sprachgebrauch der Quechua stellen sie einen zentralen Begriff dar und werden im Zuge der Verschriftlichung des Quechua etwa in der interkulturellen zweisprachigen Erziehung sehr häufig gebraucht. Sumaq kawsay ist auch ein Titel einer Quechua-Lehrbuchreihe in Peru, in der sowohl von sumaq kawsay als auch allin kawsay häufig die Rede ist. Neben der Erwähnung von Aspekten des guten Lebens wird dieses hier auch im Sinne eines harmonischen Familienlebens als Gegensatz zu einem „schlechten Leben“ (mana allin kawsay) beschrieben. Ebenso findet der Begriff Allin kawsay (spanisch Buen vivir) einen zentralen Platz in einer Deklaration eines internationalen Kongresses Indigener mit offiziellen Regierungsvertretern Lateinamerikas zur Qualität der Erziehung und zur indigenen Weltanschauung.
Bisweilen wird dichterisch bzw. rhetorisch verstärkend auch von sumaq allin kawsay (Südliches Quechua) bzw. sumak alli kawsay (Kichwa) gesprochen, so von der Dichterin Ch’aska Anka Ninawaman in Ch’askaschay oder einem Autor in der teilweise quechuasprachigen Zeitschrift Qawaq („der/die Schauende“): Sumaq allin kawsayta kutichimusun. „Lasst uns (auch: wir werden) zu unserem schönen guten Leben zurückkehren.“ Mit sumak, alli kawsay wird in einem offiziellen Dokument der Regierung Ecuadors von 2013 zu einem Regierungsprogramm mit dem Namen Sumak Kawsay (spanisch Buen Vivir) auch die Würde in einer Textstelle aus Die Verdammten dieser Erde von Frantz Fanon (1961, dt. 2001) übersetzt: Allpamamaka mana tantatalla karankachu, ñawpa allpamamaka sumak, alli kawsayta karanka, „Das Land, welches ihnen Brot und, vor allem, Würde geben wird.“ (im Kichwa-Text wörtlich: „Das Land wird [ihnen] nicht nur Brot, sondern das schöne gute Leben geben“).
Sumak kawsay hat Anknüpfungspunkte zum westlichen Modell einer nachhaltigen Entwicklung, kennt aber kein lineares Konzept von Entwicklung, wie es etwa im Begriff Entwicklungsland zum Ausdruck kommt.
Dadurch sowie in seinem Naturverständnis unterscheidet sich sumak kawsay auch grundlegend von sozialistischen oder kommunistischen Idealen. Einige indigene Vertreter sind der Ansicht, dass sumak kawsay von Menschen in modernen Gesellschaften nicht umgesetzt werden kann.

### Begriffsverschiebung
Die Begriffe Sumak Kawsay und Buen Vivir werden heute häufig als Synonyme verwendet, obwohl sie tatsächlich unterschiedliche Bedeutungen haben. Dies ergibt sich aus ihrer Übersetzung, ihrer epistemologischen (wissensbezogenen) und ontologischen (seinsbezogenen) Grundlage. Buen Vivir – Gutes Leben – ist weitgehend identisch mit dem Kichwa-Wort Alli kawsay, während Sumak kawsay „Leben in Harmonie“ bedeutet. Es steht für ein Leben im Einklang mit der Gemeinschaft, der Natur und symbolischen Beziehungen. Sein Ursprung liegt in der andinen Kultur und Religion und basiert auf dekolonialem Denken und stellt westliche Entwicklungsmodelle in Frage. Sumak kawsay betont in seiner ursprünglichen Bedeutung Gemeinschaftsdenken, Gegenseitigkeit und Solidarität sowie symbolisch-ästhetische Beziehungen zwischen Mensch und Natur. Buen Vivir baut hingegen auf einer Mischung westlicher Konzepte wie Nachhaltige Entwicklung, Ökosozialismus, Ökofeminismus und sozialer Gerechtigkeit auf. In alternativen Ansätzen wird es um Ideen wie Gemeinschaftsökonomie, Post-Wachstum und Post-Extraktivismus erweitert.

## Buen vivir als Staatsziel

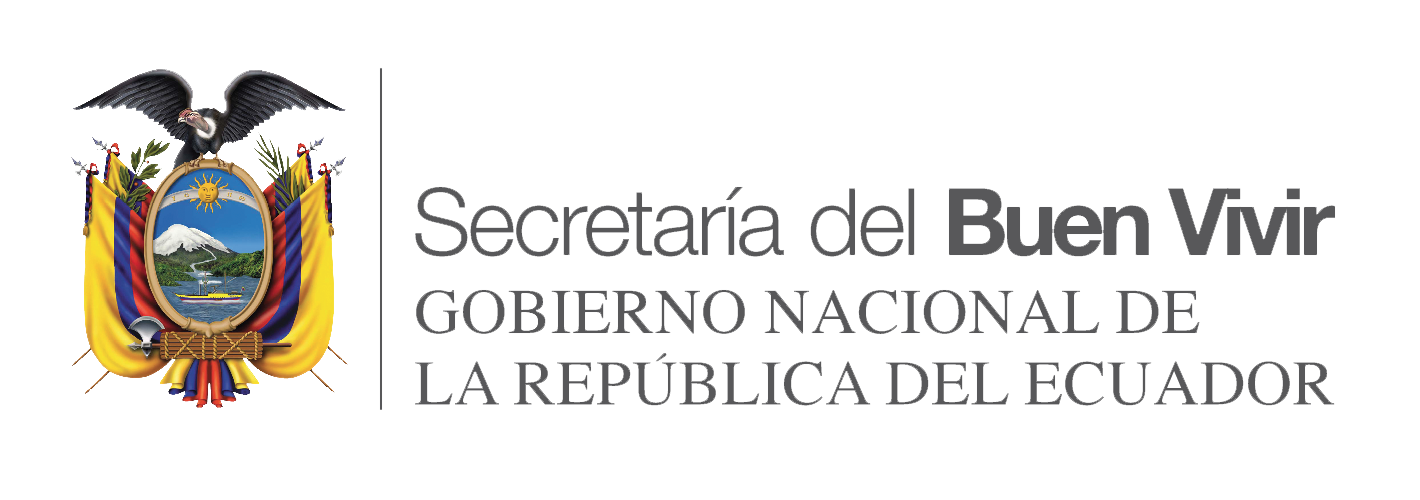
Logo des Sekretariats für gutes Leben, Ecuador

Zusammen mit dem Pachamama-Gedanken wurde sumak kawsay 2008 an zentraler Stelle (Präambel und Art. 3) als Staatsziel in der Verfassung von Ecuador verankert und dadurch international bekannt. Als Initiator gilt der Präsident der Verfassunggebenden Versammlung Alberto Acosta.
2009 fand das Konzept als suma qamaña auch Eingang in die Verfassung Boliviens (1. Teil, Titel I, Zweites Kapitel, Artikel 8).
Einen ähnlichen Weg geht international nur noch Bhutan mit seiner Orientierung am Bruttonationalglück. Während dies dort Staatspolitik ist, konkurriert das buen vivir insbesondere in der Verfassung Boliviens (und in der bolivianischen und ecuadorianischen Tagespolitik ohnehin) mit gegensätzlichen Prinzipien, die zum Beispiel auf eine verstärkte Ausbeutung der nationalen Rohstoffbasis abzielen.

## Internationale Rezeption
Neben anderen Erklärungen verabschiedete das Weltsozialforum 2009 in Belém (Brasilien) einen Aufruf zum „Guten Leben“ mit dem Leitsatz „Wir wollen nicht besser leben, wir wollen gut leben“.
Beim Weltsozialforum 2010 in Porto Alegre wurde buen vivir als alternatives Ziel anstelle von Wirtschaftswachstum erstmals international breiter diskutiert und dabei in Opposition zu Kapitalismus und Realsozialismus gesetzt. Globalisierungskritiker in Europa diskutieren die Frage, ob Elemente von buen vivir auch für Industrieländer relevant sein können, ohne den Vorwurf der „Romantisierung indigener Lebensweisen“ zu provozieren.

## Praxis
Eine Möglichkeit, um jenseits von Staat oder Markt gemeinschaftlich „gut zu leben“, ist die „symmetrische Reziprozität“ des Ayni:

„Die Beachtung der Spielregeln der symmetrischen Reziprozität [des] Ayni und ihre Verflechtung mit der neuen ‚Verfassung der Allmende‘ könnte synergetische Effekte ermöglichen.“

## Gebrauch des Begriffs durch christliche Kirchen
Im Sinne eines gottgefälligen Lebens und inneren Friedens wird Sumak kawsay bzw. Alli kawsay auch von christlichen Kirchen verwendet. So wird hebräisch שלום (Schalom) – deutsch Friede – im Alten Testament in einer Kichwa-Bibelübersetzung für Chimborazo konsequent mit sumaj causai und in einer anderen für Imbabura mit (casilla) ali causaigu übersetzt, während der auferstandene Jesus im Johannesevangelium seine Jünger mit ¡Sumaj causai cancunahuan cachun! bzw. Quiquingunapaca, casilla ali causaigu tiachun, „Friede sei mit euch“, Εἰρήνη ὑμῖν (Joh 20,19 ) begrüßt, ebenso in einer Übersetzung des Neuen Testaments für Cuzco von 1947: Allinkausay qankunawan kachun. Auch in der quechuasprachigen katholischen Messe in Cuzco steht beim Agnus Dei für Dona nobis pacem (gib uns Frieden): Allin kausayta qowayku. In diesem Sinne gehört Sumaq kawsay auch zum Motto des christlichen Radiosenders Mosoj Chaski in Cochabamba: Tukuy Qheshwakunapaj Sumaj Kawsayta mask'aspa („Für alle Quechuas das Gute Leben suchend“).